# Myelin Media
Myelin Media är en datorspelsutgivare som finns i New York i USA. Myelin har specialiserat sig på att arbeta med självständiga datorspelsutvecklare för att skapa kreativa titlar.

## Publicerade spel
- Children of the Nile (stadsbyggnadsspel utvecklat av Tilted Mill Entertainment)
- Stacked with Daniel Negreanu (pokerspel)